# Уэбб, Дэвид Эллардис
Дэ́вид Э́ллардис (Аллардайс) Уэбб (ирл. David Allardice Webb, 12 августа 1912, Дублин, Ирландия — 26 сентября 1994, Оксфорд, Великобритания) — заведующий кафедрой ботаники в Тринити-колледже (Trinity College) Дублина с 1949 по 1966 год. Он был сыном Джорджа и доктора Эллы Уэбб (Ella Webb). В Ирландии он учился у Генри Горацио Диксона, а также учился в Великобритании.

## Биография
Девид Уэбб родился в семье врача Эллы Уебб и профессора Джорджа Г. Уэбб. Окончил подготовительную школу в районе Далки в Дублине, затем Чаттерхаус в Суррей. В 1935 году закончил обучение в Тринити-колледже в Дублине. Затем поступил в Тринити-колледж в Кембридже, где получил степень доктора за защиту докторской работы, посвященной содержанию металлов в тканях морской фауны (в частности, оболочников). Благодаря этой работе он был замечен другими учеными и, по возвращении в Дублин в 1940 году, получил место ассистента в подразделении, возглавляемом Генри Горацио Диксоном (Henry Horatio Dixon), в 1947 году его повышают до преподавателя кафедры. В 1949 году Уэбб перенимает пост Диксона и находится на этой должности до 1984 года.
Был приглашенным организатором Международной фитогеографической выставки (International Phytogeographic Excursion) в Ирландии в 1949 году.
В 1982 году он получил медаль Бойля Королевского Дублинского общества (Royal Dublin Society (R.D.S.)).
Дэвид Эллардис Уэбб погиб в автомобильной катастрофе близ Оксфорда.

## Семья
Элла Уэбб (Ella Webb) — мать
Джордж Г. Уэбб — отец

## Научная деятельность
В начале своей научной карьеры специализировался на морской фауне, в частности на оболочниках: изучал их пигменты, биохимию.
Дэвид Эллардис Уэбб специализировался на семенных растениях. Он описал несколько десятков видов растений, активно изучал экологию рода Saxifraga L. и место камнеломок в систематике растений, путешествовал для этого в Португалию и Испанию.
Принял участие в написании "Флоры Ирландии", изданной в 5 томах. Помимо общей редактуры, лично описывал 1022 вида, редактировал 43 семейства и проверял географическое распространение видов.
8-е издание "Флоры Ирландии" было переименовано в честь 100-летия со дня рождения Уэбба в "Ирландскую флору Уэбба".
В дополнение к ботанике он редактировал историю Тринити-колледжа вместе с Р. Б. Макдауэллом и опубликовал книгу по истории искусства в Тринити-колледже.

## Некоторые публикации
- Webb, D. A. (1947). The vegetation of Carrowkeel, a limestone hill in north-west Ireland. Journal of Ecology, 35(1/2), 105-129.
- Webb, D. A. (1948). Notes Preliminary to a Revision of the Irish Dactyloid Saxifrages. Proc. Royal Irish Academy, 51(B): 16.
- Webb, D. A. (1959). An Irish Flora. Dundalgan Press.
- Webb, D. A., & Glanville, E. V. (1961). The vegetation and flora of some islands in the Connemara lakes. In Proceedings of the Royal Irish Academy. Section B: Biological, Geological, and Chemical Science (Vol. 62, pp. 31-54). Royal Irish Academy.
- Webb, D. A. (1980). The biological vice-counties of Ireland. In Proceedings of the Royal Irish Academy. Section B: Biological, Geological, and Chemical Science (pp. 179-196). Royal Irish Academy.
- Webb, D. A. (1980). The flora of the Aran Islands. Journal of Life Sciences (Royal Dublin Society), 2, 51-83.
- McDowell, R. B. & Webb, D. A. (1982) Trinity College Dublin, 1592-1952. CUP Archive.
- Webb, D. A. & Scannell, M. J. (1983). Flora of Connemara and the Burren. CUP Archive. ISBN 0-521-23395-X.
- Webb, D. A. (1983). The flora of Ireland in its European context. Journal of Life Sciences, Royal Dublin Society, 4(2), 143-160.
- Webb, D. A. (1985). What are the criteria for presuming native status? Watsonia, 15(3), 231-236.
- Webb, D. A., & Gornall, R. J. (1989). Saxifrages of Europe (pp. 307-307). London: Christopher Helm.
- Webb, D. A. (1991). The herbarium of Trinity College, Dublin: its history and contents. Botanical journal of the Linnean Society, 106(4), 295-327.